# チャップリンの道具方
『チャップリンの道具方』（チャップリンのどうぐかた、The Property Man）は、1914年公開の短編サイレント映画。キーストン社による製作で、主演・監督はチャールズ・チャップリン。1971年に映画研究家ウノ・アスプランドが制定したチャップリンのフィルモグラフィーの整理システムに基づけば、チャップリンの映画出演21作目にあたる。別邦題に『チャップリンの小道具係』、『舞台裏』（ミューチュアル社の「チャップリンの舞台裏」とは別）。

## あらすじ
チャーリーは、とある舞台で道具方を担当している。楽屋が出番を終えた役者連中でごったがえし、何かしらのトラブルがあることを期待してその時を待っているのであった。期待どおり、楽屋は違った道具や消防用ホースなどで散らかり、混乱の様相を呈する。やがてチャーリーは、若い女の子をめぐって老いた俳優と舞台裏で火花を散らすこととなり、残虐に扱う。ところが、この争いは舞台上まで続き、観客も争いに飛び入りする騒ぎに。ついにはホースから水が舞台上の人間に吹きかけられる。。

## 概要
前作『笑ひのガス』に続き、ヴォードヴィルに由来するネタを扱った作品。チャップリン映画におけるジャンル分けでも『チャップリンの活動狂』や『男か女か』、『チャップリンの役者』および『チャップリンの舞台裏』と同様の「華やかな世界の裏側のドタバタ」を扱った作品に分類される。一般的な「チャーリー」像である「優しくイノセントな放浪者」が確立される『犬の生活』（1918年）以前の「チャーリー」像である「弱者をいじめたり性的にいやらしい役柄」を垣間見せる作品の一つであり、チャーリーが老いた俳優を残虐に扱うシーンにおいて、当時の評論家が肝をつぶしたという。放水のギャグは「チャップリンの寄席見物」や「ニューヨークの王様」でも使われている。

## キャスト
- チャールズ・チャップリン - 道具方
- フィリス・アレン - ハムリン・ファット
- アリス・ダヴェンポート（英語版） - 女優
- チャールズ・ベネット - 俳優
- マック・セネット - 観客
- ノーマ・ニコルズ - ヴォードヴィル芸人
- ジョー・ボルドー（英語版） - 老いた俳優
- ハリー・マッコイ（英語版） - 飲んでいる観客
- リー・モリス - 観客

ほか